# Gymnochthebius probus
Gymnochthebius probus är en skalbaggsart som beskrevs av Perkins 2005. Gymnochthebius probus ingår i släktet Gymnochthebius och familjen vattenbrynsbaggar. Inga underarter finns listade i Catalogue of Life.